# Salbris
Salbris – miejscowość i gmina we Francji, w Regionie Centralnym, w departamencie Loir-et-Cher.
Według danych na rok 1990 gminę zamieszkiwały 6083 osoby, a gęstość zaludnienia wynosiła 57 osób/km² (wśród 1842 gmin Regionu Centralnego Salbris plasuje się na 54. miejscu pod względem liczby ludności, natomiast pod względem powierzchni na miejscu 3.).